# Aszma el-Gaui
Aszma el-Gaui (Monasztir, Tunézia, 1991. augusztus 29. –) tunéziai születésű magyar válogatott kézilabdázó, beálló, jelenleg a Râmnicu Vâlcea játékosa.

## Pályafutása

### Klubcsapatokban
Pályafutását szülővárosának csapatában, a Ribat Monastirban kezdte, majd 2013-ban igazolt Európába, a francia HBC Nîmes csapatához. Újabb egy év múlva az orosz bajnokságban szereplő Dinamo Volgograd következett, amellyel bejutott a 2014–2015-ös Bajnokok Ligája budapesti Final Fourjába, ahol negyedikként zártak. Magyarországra a 2015–2016-os idény kezdetén érkezett, amikor a Siófok KC meghatározó játékosává nőtte ki magát. 2016 őszén magyar állampolgárságot kapott, decemberben pedig a Győri Audi ETO KC szerződtette Heidi Løke pótlására. A 2016-2017-es szezonban bajnokságot és Bajnokok Ligáját nyert a Győrrel, majd visszatért a Siófokhoz, amellyel EHF-kupa-győztes lett a 2018-2019-es szezonban. 2019 nyarától a román Râmnicu Vâlcea játékosa.

### A válogatottban
A tunéziai válogatottal első felnőtt világversenye a 2009-es világbajnokság volt. A válogatottban 2014-ben érte el legnagyobb sikerét, amikor megnyerték az Afrika-bajnokságot, őt pedig a torna legjobb beállósának választották.
A magyar válogatottban 2018 szeptemberében mutatkozott be egy Montenegró ellen 29–25-re megnyert felkészülési mérkőzésen.

## Magánélete
Monasztir városában született, amely 170 kilométerre található Tunézia fővárosától, Tunisztól, nem messze a Földközi-tengertől. Három testvére van, a nővére, Neszrin 5 évvel idősebb nála, húga, Baszma 3 évvel fiatalabb, és szintén kézilabdázó, illetve Mohamed nevű bátyja 4 évvel idősebb nála. A családja a Monasztirtól 60 kilométerre lévő Mahdiában él.

## Sikerei, díjai
- EHF-bajnokok ligája győztes: 2017
- Magyar bajnokság győztese: 2017
- EHF-kupa-győztes: 2019